# Ceraclea erulla
Ceraclea erulla är en nattsländeart som först beskrevs av Ross 1938.  Ceraclea erulla ingår i släktet Ceraclea och familjen långhornssländor. Inga underarter finns listade i Catalogue of Life.